# Postmetriek

Postmetriek: de afstand tussen alle en wordt gemeten via het punt

De postmetriek is een merkwaardige metriek, waarbij de afstand tussen twee punten in een metrische ruimte ongeveer is gedefinieerd als de afstand via een bepaald centraal punt, ongeveer zoals de afstand die een brief aflegt van afzender naar ontvanger gelijk is aan de afstand van afzender naar postkantoor plus die van postkantoor naar ontvanger.
Stel dat een metrische ruimte is met de metriek {\displaystyle d(x,y)} en {\displaystyle p} een willekeurig punt is in die ruimte. We kunnen dan een afstandsfunctie {\displaystyle d^{*}} als volgt definiëren:
{\displaystyle d^{*}(x,y)={\begin{cases}0&{\text{als }}x=y\\d(x,p)+d(p,y)&{\text{als }}x\neq y\end{cases}}}
Deze afstandsfunctie is, zoals de notatie al suggereert, inderdaad een metriek, die we de postmetriek noemen. De metriek is niet heel erg intuïtief en heeft weinig concrete toepassingen, maar is wel geschikt om op het oog redelijke proposities snel te toetsen.
Nemen we voor de metrische ruimte het platte vlak {\displaystyle \mathbf {R} ^{2}}, met de postmetriek afgeleid van de gewone metriek, dan komt de eenheidsschijf er als volgt uit te zien. Voor punten {\displaystyle x} die verder dan 1 van het punt {\displaystyle p} liggen, bestaat de eenheidsschijf om die {\displaystyle x} heen alleen uit {\displaystyle x} zelf en voor een punt {\displaystyle x} op een afstand {\displaystyle r<1} van {\displaystyle p} bestaat de eenheidsschijf uit de vereniging van het punt {\displaystyle x} met een open schijf met straal {\displaystyle 1-r} om {\displaystyle p}.

Hoofdlijnen van het Franse spoorwegnet in 1856

## SNCF-metriek
Een voorbeeld is de SNCF-metriek, de metriek van de Franse spoorwegen. Deze is hetzelfde als de postmetriek, behalve dat twee punten die op een rechte lijn door de oorsprong liggen, wel de 'gewone' afstand hebben.
Met de oorsprong {\displaystyle \mathbf {O} } genomen voor {\displaystyle p} is de afstandsfunctie:
{\displaystyle d^{*}(x,y)={\begin{cases}d(x,y)&{\text{als }}x=\lambda y\ {\text{ voor enige }}\ \lambda \\d(x,\mathbf {O} )+d(\mathbf {O} ,y)&{\text{als }}x\neq y\end{cases}}}
Dit veronderstelt wel dat in de betreffende metrische ruimte de scalaire vermenigvuldiging is gedefinieerd. Bij de euclidische metriek is dit het geval.